# 努斯拉特·布托
努斯拉特·布托（英語：Nusrat Bhutto，1929年3月23日—2011年10月23日），前巴基斯坦總統阿里·布托的妻子，庫爾德人，也是贝娜齐尔·布托、納瓦茲·布托、穆塔扎·布托的母親。

## 連結
- Shaheed Zulfikar Ali Bhutto